# Middle East Broadcasting Center
Middle East Broadcasting Center (араб. مركز تلفزيون الشرق الأوسط‎), или MBC Group (араб. مجموعة إم بي سي‎) — саудовский медиаконгломерат, один из крупнейших на Ближнем Востоке.
MBC Group управляет более чем 17 бесплатными каналами спутникового телевидения и услугой «видео по запросу» (Shahid). MBC была первой вещательной компанией, которая предоставила спутниковую сеть бесплатного круглосуточного телевизионного вещания в арабском мире. Нынешним председателем группы является Валид бин Ибрагим Аль Ибрагим. Сэм Барнетт вернулся на пост генерального директора MBC Group в декабре 2020 года после годичного ухода. Телевизионное подразделение MBC, MBC TV, вещает через спутники Eutelsat, Arabsat и Nilesat.

## Медийные активы MBC

### Телеканалы MBC
Все каналы MBC транслируются бесплатно, за исключением каналов HD, MBC Plus Elife и MBC Plus Variety. Они доступны в OSN, Jawwy TV и Jawwy TV Home IPTV от STC, а также в спутниковом сервисе my-HD. Все они являются поставщиками услуг платного телевидения на Ближнем Востоке.

#### MBC 1
Запущен в 1991 году, став первым независимым панарабским каналом. MBC 1 является первым бесплатным частным спутниковым каналом.

#### MBC 2
MBC 2 — это первый бесплатный киноканал в арабском мире. MBC 2 предлагает круглосуточный непрерывный поток голливудских фильмов, от блокбастеров до классики и зарубежных фильмов. Этот канал подвергается цензуре, чтобы не показывать насилие и порнографию, в том числе фетишизм, эротику и наготу.

#### MBC 3
MBC 3 — это детский развлекательный канал, который представляет собой смесь детских образовательных и развлекательных программ для арабских детей в возрасте от 3 до 18 лет.

#### MBC 4
MBC 4 ориентирован в первую очередь на женщин Ближнего Востока и предлагает широкий выбор американских, персидского и британских шоу, комедийных и драматических сериалов, турецких, пакистанских и мексиканских драм, а также игровые шоу, журналы, новости и программы текущих событий от американских сетей ABC и CBS, дублированные на арабский язык.

#### MBC 5
Канал, посвящённый семейным развлечениям, который был запущен 21 сентября 2019 года. Ориентирован, в основном, на египетского и марокканских зрителей.

#### MBC Action
Канал, ориентированный на молодых арабских мужчин. Он предлагает западные сериалы, фильмы, реалити-шоу, а также японские аниме и спортивные программы. Некоторые из его шоу в прайм-тайм включают The Mentalist, The Vampire Diaries, Fringe, Power Rangers, Supernatural, V, WWE и True Blood. Канал в последнее время представляет собой еженедельное «журнальное» шоу об автомобилях, похожее на Top Gear, на котором также транслируются британская и американская версии Top Gear от BBC.

#### MBC Drama
MBC Drama был запущен 27 ноября 2010 года. Это семейный канал с круглосуточными драматическими сериалами на арабском языке. Запуск совпадает с 20-летием медиаконгломерата и знаменует собой запуск 10-го канала группы MBC. На канале транслируются различные дорамы: египетского, сирийского, бедуинского и кувейтского производства. MBC Drama отличается двумя дополнительными повторами в течение дня, предлагая зрителям выбор времени в зависимости от их образа жизни и тенденций зрительской аудитории. Данный канал не следует путать с платным каналом MBC+ Drama.

#### MBC Max
Второй круглосуточный киноканал MBC Group, ориентированный на более молодую аудиторию. Канал транслирует вестерны, комедии, боевики, романтические и драматические фильмы, а также классику.

#### MBC Bollywood
MBC Bollywood запущен 26 октября 2013 года. MBC Bollywood — это 14-й канал MBC Group, и он предназначен для круглосуточного показа фильмов на хинди с арабскими субтитрами, ориентированных на аудиторию из Южной Азии и арабских энтузиастов Болливуда.

#### MBC Persia
Этот канал был запущен 9 июля 2008 года и предоставляет контент на персидском языке. Канал ориентирован на иранских зрителей и показывает фильмы и программы по всему миру.

#### MBC Masr
MBC Masr начал вещание 9 ноября 2012 года. Это подразделение студий MBC, расположенное в Египте и ориентированное на египетских зрителей.

##### MBC Masr 2
Этот канал был двухчасовой службой со сдвигом во времени, но теперь это второй канал для Египта с другим содержанием.

#### MBC+ Variety
Это круглосуточный развлекательный канал, транслирующий западный развлекательный контент. Канал работает исключительно на платформе Arabsat, my-hd.

#### Al Arabiya
Арабоязычный международный новостной телеканал.

#### Wanasah
Круглосуточный музыкальный канал, ориентированный на арабскую молодёжь, в основном в Восточной Аравии. Канал предлагает музыкальные клипы, концерты, программы о музыке и образе жизни, а также сериалы.

### Радиостанции

#### MBC FM
Радио, ориентированное на общественность Саудовской Аравии и страны Персидского залива.

#### Panorama FM
Музыкальное радио для молодой аудитории арабского мира.

### Онлайн-сервисы

#### MBC.net
Один из развлекательных веб-порталов на арабском языке в регионе, сочетающий спортивный, развлекательный, кино- и музыкальный контент, а также интерактивные функции для пользователей и функции социальных сетей.

#### Shahid
Первый стриминговый сервис в арабском регионе с крупнейшей библиотекой контента на арабском языке. Сервис предлагает каталог собственных шоу MBC, а также иностранный контент с дубляжом или субтитрами. В январе 2020 года было объявлено, что Shahid стал партнёром Disney и Fox, чтобы предоставить более 3000 часов контента, включая «Звёздные войны», «Marvel» и такую классику Disney, как «Холодное сердце». Сервис также анонсировал 9 сериалов собственного производства.

#### MBC Hope
MBC Hope был запущен в июне 2013 года для управления элементами социальных отношений MBC с потребителями. Эта инициатива запустила такие кампании, как «Сирийцы без адреса» и «Звезды на борту». В 2017 году MBC Hope была расширена до Египта с целью поддержки женщин-предпринимателей.